# Трикотаж
Трикота́ж (фр. Tricotage) — текстильний матеріал або готовий виріб, структуру якого становлять з'єднані між собою петлі, на відміну від тканини, яка утворена в результаті взаємного переплетення двох систем ниток, розташованих по двох взаємно перпендикулярних напрямах. Для трикотажного полотна характерні розтяжність, пружність і м'якість. При виробництві трикотажних полотен використовуються синтетичні, бавовняні, вовняні та шовкові волокна в чистому вигляді або в різних поєднаннях. Перші трикотажні вироби, знайдені під час археологічних розкопок, датуються III—I ст. до н. е.

## Трикотажне полотно
Трикотажне полотно — гнучкий міцний матеріал, у якому нитки, вигнуті в процесі в'язання, мають складне просторове розташування.
Основною елементарною ланкою структури трикотажного полотна є петля, що складається з остова і сполучної протяжки. Петлі, розташовані по горизонталі, утворюють петельні ряди, а петлі, розташовані по вертикалі, — петельні стовпчики. Крім петель, структура трикотажу може містити елементарні ланки прямолінійної або зігнутої форми, які служать для з'єднання інших елементарних ланок.
За способом отримання трикотаж поділяють на поперечнов'язаний (або кулірний), і основов'язаний. У поперечнов'язаному трикотажі всі петлі одного петельного ряду утворені з однієї нитки. У основов'язаному трикотажі кожна петля петельного ряду утворена з окремої нитки, тому для отримання петельного ряду потрібно стільки ниток, скільки петель в ряду.
|                     |                    |                  |
| Структура трикотажу | Переплетення ниток | Трикотажний шарф |

## Основні види трикотажного полотна
- Кулірка (в перекладі з фр. «кулірування»; вигин, кулірна гладь)
- Рибана (ластик 1х1)
- Кашкорсе (ластик 2х2)
- Інтерлок (дволастик)

## Машини для виробництва трикотажу
- Одноциліндрові круглопанчішні і круглошкарпеткові автомати
- Двоциліндрові круглопанчішні і круглошкарпеткові автомати
- Однофонтурні круглов'язальні машини
- Двохфонтурні круглов'язальні машини
- Круглотрикотажні машини
- Плоскофангові машини
- Основов'язальні машини